# 안성훈 (가수)
안성훈(1989년 12월 15일 ~ )은 대한민국의 트로트 가수이다.

## 학력
- 남사중학교
- 운천고등학교
- 세명대학교 호텔관광학부

## 데뷔
- 2012년 싱글 앨범 1집 《오래 오래 / 그 사람이 보고싶다》

## 음반
- 2012년 싱글 앨범 1집 《오래 오래 / 그 사람이 보고 싶다》
- 2020년 싱글 앨범 2집 《공주님》
- 2020년 프로젝트 (식구) 《한 사람을 잃고서》
- 2021년 싱글 앨범 3집 《엄마 꽃》
- 2022년 싱글 앨범 4집 《좋다! / 잠깐이라도 / 라일락 꽃》
- 2021.04.15. 싱글 《영텐입니다》마이진/채윤/강혜연/박민주/해수/안성훈/이도진/김중연/김태욱/남승민, 수록곡 〈영텐입니다〉영텐 (작사:제이티브이, 작곡:김정호, 편곡:방배동사람들, 장르:트로트, 발매사:오감엔터테인먼트, 기획사:JTV)
- 2023.5.11 미스터트롯2 우승자 특전곡 《은인》

## 방송
- TV조선 내일은 미스터트롯
- 채널A 행복한 아침
- MBC 미스터리 음악쇼 복면가왕
- MBN 보이스킹
- KBS 6시 내고향
- TV조선 내일은 미스터트롯 2
- TV조선 미스터로또
- TV조선 트롯 올스타전 수요일 밤에

## 공연
- 2021.10.03. 《영텐 콘서트 - 전주》(전북대학교 삼성문화회관)